# وكتاء
الوكتاء (الاسم العلمي: Argema)، جنس حشرات عثية من فصيلة عثيات زحل، وتعرف باسم عثث القمر. تتميز بذيول طويلة على مؤخرة أجنحتها.

## الأنواع
- Argema besanti (Rebel, 1895)
- Argema fournieri (Darge, 1971)
- Argema kuhnei (Pinhey, 1969)
- Argema mimosae (Boisduval, 1847)
- عثة المذنب (Guerin-Meneville, 1846)